# 那齐雅
那齐雅（Paul-Émile Naggiar，1883年5月3日—1961年8月28日），也譯作那其亞，法国外交官。

## 生平
1883年，那齐雅出生于叙利亚。1926年，法国外交部部长阿里斯蒂德·白里安任命那齐雅出任驻上海总领事，任內承认让华人董事出任上海法租界公董局董事。1927年1月15日，那齐雅宣布了修改的《法租界公董局组织章程》，改变上海法租界的行政管理制度，将选任制的董事会改为委任制的临时行政委员会，宣布委派了12名外国侨民和首任5名华人委员（陆伯鸿、朱炎、魏廷荣、陆崧侯和吴宗濂），参与法租界的行政管理。。
从1921年到1931年，那齐雅任驻渥太华总领事。他的前任亨利·庞索特已晋升为突尼斯殖民政府的内政部长。
从1933年到1935年6月5日，那齐雅任驻南斯拉夫王國大使。希特勒内阁支持墨索里尼法西斯主义政府，克罗地亚烏斯塔沙运动。1934年10月9日，陪伴南斯拉夫国王亞歷山大一世旅行到马赛。 
从1935年6月5日到1936年3月26日，那齐雅任驻捷克斯洛伐克大使；1937年至1938年任驻華大使。从1939年2月6日到1940年，担任驻苏联大使。1943年5月18日至6月3日，他率领法国代表团前往美國弗吉尼亚州 Hot Springs参加联合国粮食及农业组织在会议。
1946年，那齐雅是駐联合国大会的法国代表团團员，成立远东委员会。